# レンツォ・パゾリーニ
レンツォ・パゾリーニ（Renzo Pasolini, 1938年7月18日 - 1973年5月20日）はイタリア出身のオートバイレーサー。1960年代にイタリアで最も人気のあったライダーの一人である。
展開を予測できない派手なレーススタイルが特徴で、それが災いしてワールドチャンピオンになることはできなかったものの多くのファンを惹きつけ、同時代のイタリア人ライダーでライバルでもあったジャコモ・アゴスチーニと人気を二分した。

## 経歴
パゾリーニはイタリアのリミニで、オートバイ好きの両親のもとに生れた。一時期ボクシングにのめりこんだが、1958年にモトクロスを始めた。
パゾリーニはスポーツ選手としては珍しいことにヘビースモーカーであった上に手のつけられない遊び好きとしても知られ、あらゆるパーティーに顔を出していた。その一方でひとたびオートバイに乗ると、ほとんど転倒しているのではないかと思わせるような危ういバランスと信じられないスピードのコーナーリングを見せた。
モトクロスでまずまずの成功をおさめたパゾリーニは、体力を維持するために他のスポーツを行いながら、ロードレースに照準を合わせた。1962年、175ccのアエルマッキでロードレースにデビューすると、この後長きに渡ってライバルとなるジャコモ・アゴスチーニを抑えて2勝を挙げた。
この後、2年間の兵役のためにレース活動を休止したパゾリーニは、配置先のサルデーニャで将来の妻となるアンナと出会った。後にアンナとの間には二人の息子をもうけることになる。
1964年、兵役を終えてレース活動を再開すると同時に250ccクラスと350ccクラスにステップアップした。1965年にはイタリア選手権でベネリのマシンを駆り、250ccクラスではタルクィニオ・プロヴィーニに次いでランキング2位、350ccクラスではアゴスチーニとジュゼッペ・マンドリーニに次ぐランキング3位を得た。
1966年のイタリア選手権最終戦、パゾリーニはベネリの新型4気筒500ccで勝利を飾った。マイク・ヘイルウッドのホンダやアゴスチーニのMVアグスタと渡り合えるだけの競争力のあるニューマシンを得たパゾリーニは彼らの手強いライバルとなり、1968年には250と350のイタリア選手権を獲得、さらに同年の世界選手権350ccクラスではアゴスチーニに次ぐランキング2位となった。
しかし、1969年にベネリのチームメイトであるケル・キャラザースに250ccタイトルを奪われた頃から歯車が狂い始める。
レギュレーション変更によって1970年からはロードレース世界選手権の250ccクラスは2気筒以下に制限されることになり、ベネリは350ccクラスに集中することを決定した。1970年はベネリで350ccクラスを走ったパゾリーニだったが、アゴスチーニとキャラザースに次ぐランキング3位に終わると、シーズンオフにハーレーダビッドソンに吸収されたばかりのアエルマッキに移籍した。
しかしアエルマッキ/ハーレーダビッドソンの250ccのマシンの開発に予想以上に手間取り、テストに専念するために1971年シーズンを棒に振ることになった。それでもマシンは十分な戦闘力を得るまでには至らず、一方でパゾリーニがレースを休んでいる間にヤーノ・サーリネンをはじめとする強力なライバルが台頭していた。1972年にはそのサーリネンにわずか1ポイント差で250ccクラスのタイトルを譲ることになった。

### モンツァの悲劇
1973年5月20日、イタリアGPが開催されたモンツァ・サーキットでパゾリーニは命を落とすことになった。
この日、マシントラブルにより350ccクラスのレースを残り4周でリタイヤしたパゾリーニは、続いて行われた250ccクラスの1周目に転倒を喫する。すぐ後ろでパゾリーニを追っていたヤーノ・サーリネンも避けきれずに転倒、後続のライダーも次々と巻き込まれ、最終的に12台のマシンがクラッシュする大惨事となった。この多重クラッシュにより、パゾリーニとサーリネンが死亡した。
パゾリーニが突然転倒した原因については諸説あるが、もっとも有力なのは直前に行われた350ccクラスでウォルター・ヴィラのマシンから漏れたオイルが路面に残っており、パゾリーニのマシンはこのオイルに乗ってスリップしたのではないかというものである。ヴィラのマシンは残り2周となったところでオイル漏れを起こしたが、少しでもポイントを稼ぎたいと考えたヴィラはそのまま走り続け、結果としてコースに多量のオイルを撒くことになってしまったのである。ライダーのひとりであるジョン・ドッズは、コース上にオイルが残っているおそれがあることを250ccのレースの前に各ライダーに警告するようにオフィシャルに要請していたが、オフィシャルはこれを怠っていた。少なくともピストンの焼きつきなどのエンジントラブルが転倒の原因でないことは、後の調査からはっきりしている。

## ドゥカティ・パゾ

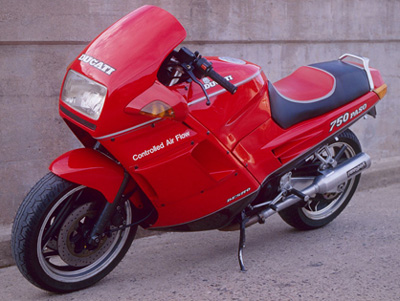
750パゾ

1986年、カジバの傘下となって間もないドゥカティからパゾリーニの名を冠したオートバイ、パゾ ( Ducati Paso ) が発売された。パゾをデザインしたのはビモータの設立者のひとりでありパゾリーニの友人でもあったマッシモ・タンブリーニである。

## 戦歴

### ロードレース世界選手権
1964年から1968年までのポイントシステム
| 順位     | 1 | 2 | 3 | 4 | 5 | 6 |
| ポイント | 8 | 6 | 4 | 3 | 2 | 1 |

1969年から1987年までのポイントシステム
| 順位     | 1  | 2  | 3  | 4 | 5 | 6 | 7 | 8 | 9 | 10 |
| ポイント | 15 | 12 | 10 | 8 | 6 | 5 | 4 | 3 | 2 | 1  |

- 凡例
- ボールド体のレースはポールポジション、イタリック体のレースはファステストラップを記録。

| 年   | クラス | チーム       | 1       | 2       | 3      | 4     | 5      | 6     | 7     | 8     | 9     | 10    | 11    | 12    | 13    | ポイント | 順位 | 勝利数 |
| ---- | ------ | ------------ | ------- | ------- | ------ | ----- | ------ | ----- | ----- | ----- | ----- | ----- | ----- | ----- | ----- | -------- | ---- | ------ |
| 1964 | 350cc  | アエルマッキ | IOM -   | NED -   | GER -  | GDR - | ULS -  | FIN - | ITA 4 | JPN - |       |       |       |       |       | 3        | 13位 | 0      |
| 1965 | 250cc  | アエルマッキ | USA -   | GER -   | SPA -  | FRA - | IOM NC | NED - | BEL - | GDR - | CZE - | ULS - | FIN - | ITA - | JPN - | 0        | -    | 0      |
| 1965 | 350cc  | アエルマッキ |         | GER 4   |        |       | IOM NC | NED 4 |       | GDR - | CZE 5 | ULS - | FIN - | ITA 6 | JPN - | 9        | 8位  | 0      |
| 1966 | 250cc  | アエルマッキ | SPA 3   | GER -   | FRA -  | NED - | BEL -  | GDR - | CZE - | FIN - | ULS - | IOM - | ITA - | JPN - |       | 4        | 14位 | 0      |
| 1966 | 350cc  | アエルマッキ |         | GER DNS | FRA 5  | NED 3 | BEL 4  |       | CZE 5 | FIN - | ULS - | IOM - | ITA 2 | JPN - |       | 17       | 3位  | 0      |
| 1967 | 350cc  | アエルマッキ | GER 3   | IOM NC  | NED 3  | GDR - | CZE -  | ULS - | ITA - | JPN - |       |       |       |       |       | 8        | 8位  | 0      |
| 1967 | 500cc  | ベネリ       | GER -   | IOM NC  | NED -  | BEL - | GDR -  | CZE - | FIN - | ULS - | ITA - | CAN - |       |       |       | 0        | -    | 0      |
| 1968 | 250cc  | ベネリ       | GER -   | SPA -   | IOM 2  | NED 3 | BEL -  | GDR - | CZE - | FIN - | ULS - | ITA - |       |       |       | 10       | 6位  | 0      |
| 1968 | 350cc  | ベネリ       | GER 2   |         | IOM 2  | NED - |        | GDR - | CZE - |       | ULS - | ITA 2 |       |       |       | 18       | 2位  | 0      |
| 1968 | 500cc  | ベネリ       | GER -   | SPA -   | IOM -  | NED - | BEL -  | GDR - | CZE - | FIN - | ULS - | ITA 2 |       |       |       | 6        | 12位 | 0      |
| 1969 | 250cc  | ベネリ       | SPA DNF | GER -   | FRA -  | IOM - | NED 1  | BEL - | GDR 1 | CZE 1 | FIN - | ULS - | ITA - | YUG - |       | 45       | 4位  | 3      |
| 1970 | 350cc  | ベネリ       | GER -   | YUG -   | IOM NC | NED 2 | GDR 2  | CZE 2 | FIN - | ULS - | ITA 3 | SPA - |       |       |       | 46       | 3位  | 0      |
| 1971 | 250cc  | アエルマッキ | AUT -   | GER -   | IOM -  | NED - | BEL -  | GDR - | CZE - | SWE - | FIN - | ULS - | ITA - | SPA 5 |       | 6        | 28位 | 0      |
| 1972 | 250cc  | アエルマッキ | GER -   | FRA 2   | AUT -  | ITA 1 | IOM -  | YUG 1 | NED 2 | BEL - | GDR 2 | CZE 2 | SWE 3 | FIN - | SPA 1 | 93       | 2位  | 3      |
| 1972 | 350cc  | アエルマッキ | GER 5   | FRA 3   | AUT 3  | ITA 2 | IOM -  | YUG - | NED 3 |       | GDR 2 | CZE 2 | SWE 4 | FIN 3 | SPA 2 | 78       | 3位  | 0      |
| 1973 | 250cc  | アエルマッキ | FRA 3   | AUT -   | GER -  | ITA C | IOM -  | YUG - | NED - | BEL - | CZE - | SWE - | FIN - | SPA - | -     | 10       | 19位 | 0      |